# Victor Eresko
Victor Eresko (n. 17.12.1942, Kiev) este un pianist rus renumit pentru interpretarea compozițiilor lui Rachmaninov.
Victor Eresko a studiat pianul cu Lev Vlassenko și Heinrich Neuhaus. Devine cunoscut la 16 ani, când câștigă premiul I la concursul național al Ucrainei și Moldovei. În anul 1961 intră la Conservatorul Ceaikovski din Moscova fără examen de admitere, fapt nemaiîntâlnit la vremea aceea. A obținut Premiul Întâi la Concursul Marguerite Long-Jacques Thibaud în 1963 la Paris și Premiul Ceaikovski în 1966 la Moscova, imediat devenind solist al Filarmonicii de Stat din Moscova. 
A cântat pe cele mai prestigioase scene din lume (Marea Sală a Conservatorului din Moscova, Lincoln Center din New York, Teatrul Champs Elysées și sala Pleyel din Paris) precum și ca solist al celor mai prestigioase orchestre ( Filarmonica din Viena, Festivalul Mozarteum din Salzburg, Concertgebouw din Amsterdam) cu dirijori bine-cunoscuți ( K. Kondrachine, E. Svetlanov, P. Berglund, V. Fedoseev, K. Sanderling, L. Hager, V. Gergiev, K. Masur ). A fost membru în juriul multor concursuri internaționale pentru pian, dintre care cele mai importante au fost Long-Thibaut la Paris în 1978, 1983, 1986 și 2004, Festivalul din Munchen în 1989, Victor Eresko prezidând în 2005 juriul celui de al XX-lea Concurs Internațional Pentru Pian Epinal.
A efectuat numeroase înregistrări pentru casa de discuri Melodya, dintre care cele cu lucrările lui Rachmaninov sunt considerate ca referințe importante.
„El este un poet inspirat care nu doar stăpânește claviatura dar mai presus de toate stăpânește arta sunetului. Îmi amintește de Rachmaninov” declara Margarite Long pentru Le Figaro.

## Discografie parțială
- Integrala lucrărilor pentru pian solo de Rachmaninov, interpretate în patru recitale, la Moscova, în 1993 (premieră mondială)
- Integrala lucrărilor pentru pian și orchestră de Rachmaninov (1984, 1985, 1988)
- Integrala concertelor pentru pian de Ceaikovski (1986)
- Rachmaninov: integrala preludiilor în 1995 (Victor Eresko interviu cu Jean-Pierre Thiollet pentro broșuri)